# Amidi
Amidi (am[onijak]+ -di) su monoacilni derivati amonijaka, primarnih i sekundarnih amina opće formule RCONH2, RCONHR` ili RCONR2. Poznati su i diacilni derivati amonijaka (RCO)2NH i primarnih amina (RCO)2NR, a nazivaju se imidima.
Amidi su dakle spojevi koji sadrže amidnu skupinu –CONH2, u kojoj se jedan ili oba vodikova atoma mogu zamijeniti organskim skupinama, npr. acetamid (CH3CONH2), dimetilacetamid (CH3CON(CH3)2.

Derivati su i karboksilnih kiselina u kojima je karbonilna skupina neposredno vezana na amino-skupinu (-CONH -), ili na supstituiranu amino-skupinu (-CONHR ili -CONR).

Prema strukturnoj teoriji morali bi biti mogući izomerni oblici amida, ali takvi izomeri su tautromerni i nisu izolirani.
Amidi su također i anorganski spojevi koji sadrže anion NH2- i kovinski kation, npr. natrijev amid (NaNH2), kalijev amid (KNH2). Oni nastaju reakcijom amonijaka s elektropozitivnim kovinama.

## Priređivanje
1. Iz kiselinskih halogenida i amonijaka ili amina
RCOCl + 2 NH3 --> RCONH2 + NH4Cl
RCOCl + 2 H2NR --> RCONHR + RNH3Cl
RCOCl + 2 HNR2 --> RCONR2 + R2NH2Cl
Ove reakcije na sobnoj temperaturi idu do kraja. Na jedan mol kiselinskog halogenida potrebna su dva mola amonijaka ili amina zbog neznatne disocijacije aminhalogenida pri temperaturi reakcije.
2. Iz anhidrida kiselina i amonijaka ili amina
(RCO)2O + 2 NH3 --> RCONH2 + RCOONH4
(RCO)2O + 2 H2NR --> RCONHR + RCOONH3R
(RCO)2O + 2 HNR2 --> RCONR2 + RCOONH2R2
Premda se ove reakcije odvijaju kako je prikazano, uz suvišak amonijaka ili amina, moguće je prevesti sav amin u amid sa suviškom anhidrida, jer se amonijevi karboksilati lako disociraju.
RCOONH3R` <--> RCOOH + H2NR`
(RCO)2O + H2NR` --> RCONHR` + RCOOH
Radi svoje veće bazičnosti amini reagiraju s acetanhidridom mnogo brže nego s vodom. Zbog toga se amini mogu acetilirati u vodenoj otopini.
3. Iz estera i amonijaka ili amina
RCOOR` + NH3 --> RCONH2 + HOR`
RCOOR` + H2NR --> RCONHR + HOR`
RCOOR` + HNR2 --> RCONR2 + HOR`
Brzina amonolize estera, kao i brzina hidrolize, ovisi o razgranatosti grupa estera. Ona se također mijenja sa strukturom amina. Reakciju estera s aminima katalizira amonijev klorid.
4. Iz amonijevih soli termičkom razgradnjom
RCOONH4 -->(grijanje)--> RCONH2 + H2O
RCOONH3R -->(grijanje)--> RCONHR + H2O
RCOONH2R2 -->(grijanje)--> RCONR2 + H2O
Pri temperaturi razgradnje izdvaja se voda tjerajući reakciju do kraja.

Reakcija se obično provodi uz suvišak karbonske kiseline, da se smanji disocijacija soli.
RCOONH4 <--> RCOOH + NH3
5. Iz ostalih amida izmjenom kiseline
Kada se amidi griju s karbonskim kiselinama, dolazi do reakcije izmjene, koja dovodi do ravnoteže smjese dvaju amida i dviju kiselina.
RCONH2 + R`COOH <--> RCOOH + R`CONH2
Ako se urea (amid ugljične kiseline), zagrijava s karbonskom kiselinom, raspada se nestabilna karbaminska kiselina koja je nastala i reakcija ide do kraja.
CO(NH2)2 + RCOOH <--> RCONH2 + [H2NCOOH] --> NH3 + CO2
6. Ostale metode
Amidi se mogu prirediti također djelomično hidrolizom nitrila i adicijom olefina na nitrile.

## Nomenklatura
Amidi se mogu imenovati na dva načina. Jedan je da se ispred imena kiseline stavi riječ amid, ili da se imenu radikala kiseline dodaje riječ amid kao sufiks. Tako je formamid (HCONH2, ili metanamid) amid mravlje kiseline, a i-butiramid ((CH3)2CHCONH2, ili metilpropanamid) je amid izomaslačne kiseline.
Amidi izvedeni iz amina nazivaju se kao supstitucioni produkti dušika; npr. CH3CONHCH3 je N-metilacetamid ili N-metiletanamid.
Pojašnjenje:
Amidi karboksilnih kiselina dobivaju sustavna imena tako da se u imenima odgovarajućih karboksilnih kiselina sufiks –ska kiselina zamijeni sufiksom –amid.

Prefiksi N- i N N- stavljaju se u nazivima sekundarnih i tercijarnih amida ispred supstituenata (R) koji su vezani na dušikov atom.
Po redoslijedu opadajućeg prioriteta pri odabiru i imenovanju glavne karakteristične skupine, amidi su deveti po redu razredni spojevi.

## Fizikalna svojstva
Većina amida (karboksilnih kiselina) koji imaju grupu CONH2 jesu krutine i neutralne čvrste tvari pri sobnoj temperaturi. Formamid se tali na 2 °C i postaje tekućina. N-alkilsupstituirani amidi alifatskih kiselina obično su tekućine.
Amidi su asocirani protonskim vezivanjem pa imaju visoke temperature vrelišta. Budući da oni također stvaraju protonske veze s otapalima koja imaju hidroksilnu grupu i drugim molekulama koje imaju kisik, amidi monokarboksilnih kiselina koje imaju pet ili manje ugljikovih atoma topljivi su u vodi. Tekući amidi odlična su otapala za druge organske spojeve.

Za amide je, kao i za estere, karakteristična reakcija hidrolize. U kiseloj sredini produkti reakcije su odgovarajuća karboksilna kiselina i amonijak, a u bazičnoj sredini nastaju odgovarajuća sol i amonijak.